# Nicholas Colla
Nicholas Colla, conosciuto anche come Nick Colla (Melbourne, 14 ottobre 1985), è un attore, regista, sceneggiatore e produttore cinematografico australiano.

## Filmografia

### Attore

#### Televisione
- Driven Crazy – serie TV, episodi 1x10 (1998)
- Neighbours – serie TV, 12 episodi (2000-2002)
- Saddle Club (The Saddle Club) – serie TV, episodi 2x10-2x11 (2003)
- Holly's Heroes – serie TV, 26 episodi (2005)
- Geni per caso (Wicked Science) – serie TV, episodi 2x1-2x2-2x19 (2005-2006)
- Blue Heelers - Poliziotti con il cuore (Blue Heelers) – serie TV, episodi 7x35-13x6 (2000-2006)
- Howard Stern on Demand – serie TV (2006)
- City Homicide – serie TV, episodi 3x3 (2009)

### Attore, regista, sceneggiatore e produttore
- Happy Sundaes - cortometraggio (2007)

### Regista, sceneggiatore e produttore
- One Flu North - cortometraggio (2010)

### Dipartimento editoriale
- Learning to Fly, regia di Jay Torres - cortometraggio (2008)